# Hohndorf (Greiz)
Hohndorf ist ein Ort des Ortsteils Cossengrün/Hohndorf/Schönbach der Stadt Greiz im Landkreis Greiz in Thüringen.

## Lage
Der Ortsteil Hohndorf liegt mit seiner Gemarkung an der Grenze zu Sachsen und grenzt unmittelbar an die Flur der Stadt Elsterberg.

## Geschichte
Die urkundliche Ersterwähnung des Ortes erfolgte am 23. Mai 1449. Hohndorf hatte im Jahr 1864 59 Häuser, in denen 420 Menschen wohnten. Der Ort ist landwirtschaftlich geprägt, besitzt aber 15 gewerbetreibende Einwohner. Die Kirchgemeinde vertritt die evangelische Konfession.
Hohndorf gehörte vom Mittelalter an über den Volksstaat Reuß 1919 bis zur Gründung des Landes Thüringen 1920 zum Herrschaftsbereich des Fürstentums Reuß ältere Linie in Greiz. 
1999 schloss sich Hohndorf mit einigen anderen Orten zur Gemeinde Vogtländisches Oberland zusammen. Diese wurde am 31. Dezember 2012 aufgeteilt und Hohndorf zu Greiz eingemeindet.

## Sehenswürdigkeiten
- Dorfkirche Hohndorf